# Estación Hataki

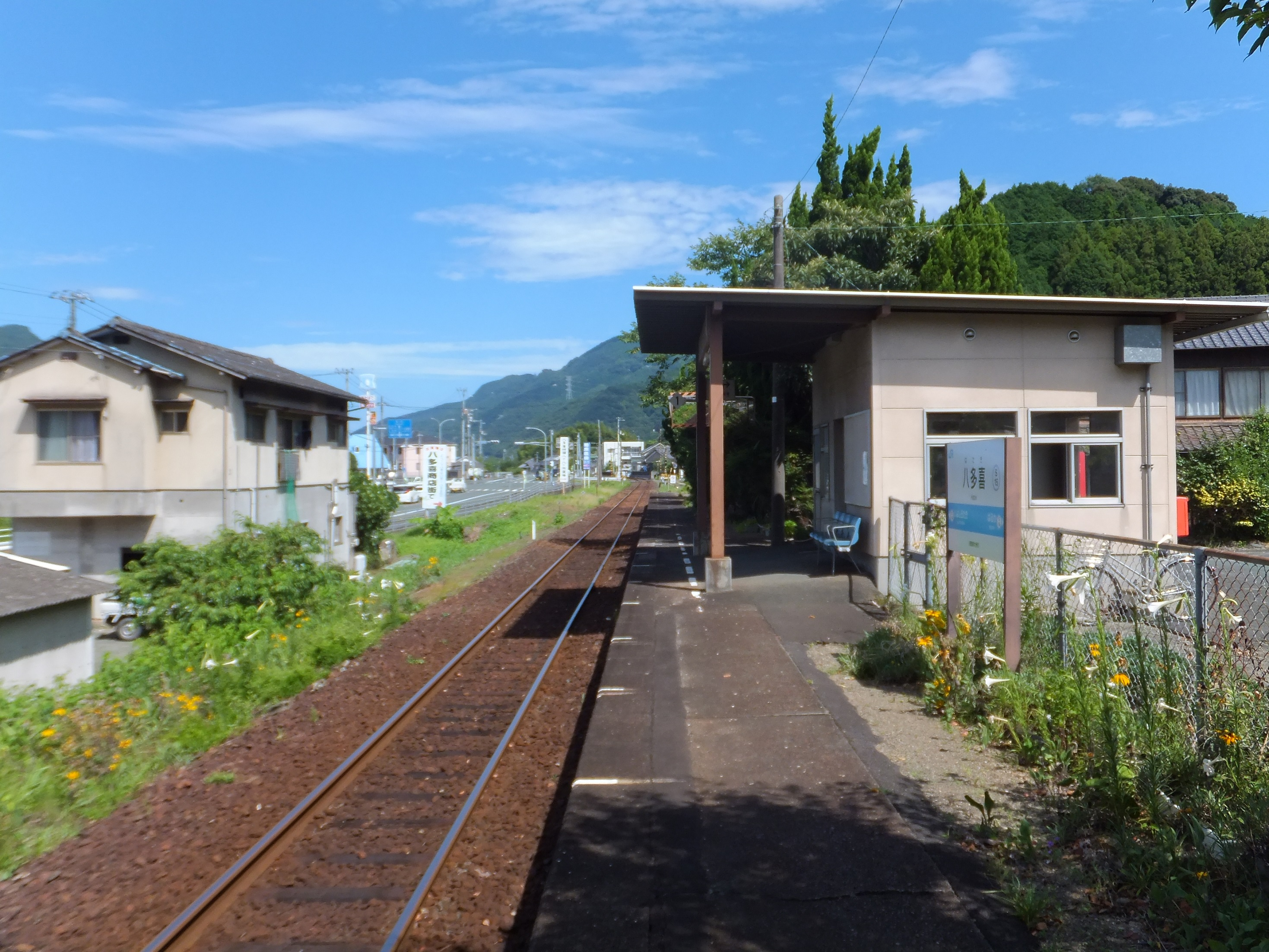
Estación Hataki.

La estación Hataki (八多喜駅 Hataki-eki?) es una estación de tren la línea Yosan de la Japan Railways que se encuentra en la ciudad de Ōzu de la prefectura de Ehime. El código de estación es el "S15".

## Estación de pasajeros
Cuenta con una plataforma, la cual posee un único andén (andén 1). Es una estación pequeña, pero cuenta con una oficina.

### Andén
| 1 | ● Línea Yosan | Hacia Nagahama, Iyo, Matsuyama, Hōjō, Imabari, Nyugawa y Saijō (solo servicios comunes) |
| 1 | ● Línea Yosan | Hacia Ōzu, Yawatahama y Uwajima (solo servicios comunes)                                |

## Alrededores de la estación
- Oficina de correo de Hataki
- Comisaría de Hataki
- Río Hiji
- Parque Hatakigion (八多喜祇園公園 Hatakigion-kōen?): es un lugar predilecto para apreciar las flores de sakura.

## Historia
- 1918: el 14 de febrero es inaugurada con el nombre de estación Hataki por Ferrocarril Ehime (愛媛鉄道 Ehime-tetsudō?), en simultáneo con el tramo entre la estación Ōzu (大洲駅 Oozu-eki?) que en la actualidad se denomina estación IyoŌzu y la estación Nagahama (長浜駅 Nagahama-eki?) que en la actualidad se denomina estación Iyonagahama.
- 1933: el 1° de octubre el Ferrocarril Ehime es estatizado con el nombre de línea Ehime.
- 1935: el 6 de octubre el ancho de vía la línea Ehime (que desde la época del Ferrocarril Ehime era de 762 mm) pasa a ser de 1.067 mm. Además se completa la extensión desde la estación Shimonada hasta la estación Iyonagahama por lo que las líneas Yosan y Ehime quedan vinculadas entre sí. Por este motivo el recorrido desde la estación Takamatsu hasta la estación Oozu pasa a denominarse línea Principal Yosan (予讃本線 Yosan-honsen?).
- 1986: el 3 de marzo se inaugura el nuevo ramal entre las estaciones Mukaibara y Uchiko, en consecuencia los servicios rápidos dejan de circular por la estación.
- 1987: el 1° de abril pasa a ser una estación de la división Ferrocarriles de Pasajeros de Shikoku de la Japan Railways.
- 1988: en junio la línea Principal Yosan vuelve a ser simplemente línea Yosan.

## Estación anterior y posterior
- Línea Yosan 
  - Estación Iyoshirataki (S14)  <<  Estación Hataki (S15)  >>  Estación Haruka (S16)